# Apis mellifera major
Apis mellifera major este o subspecie a albinei melifere europene (Apis mellifera).